# Dongfeng Fengshen

Logo von Aeolus

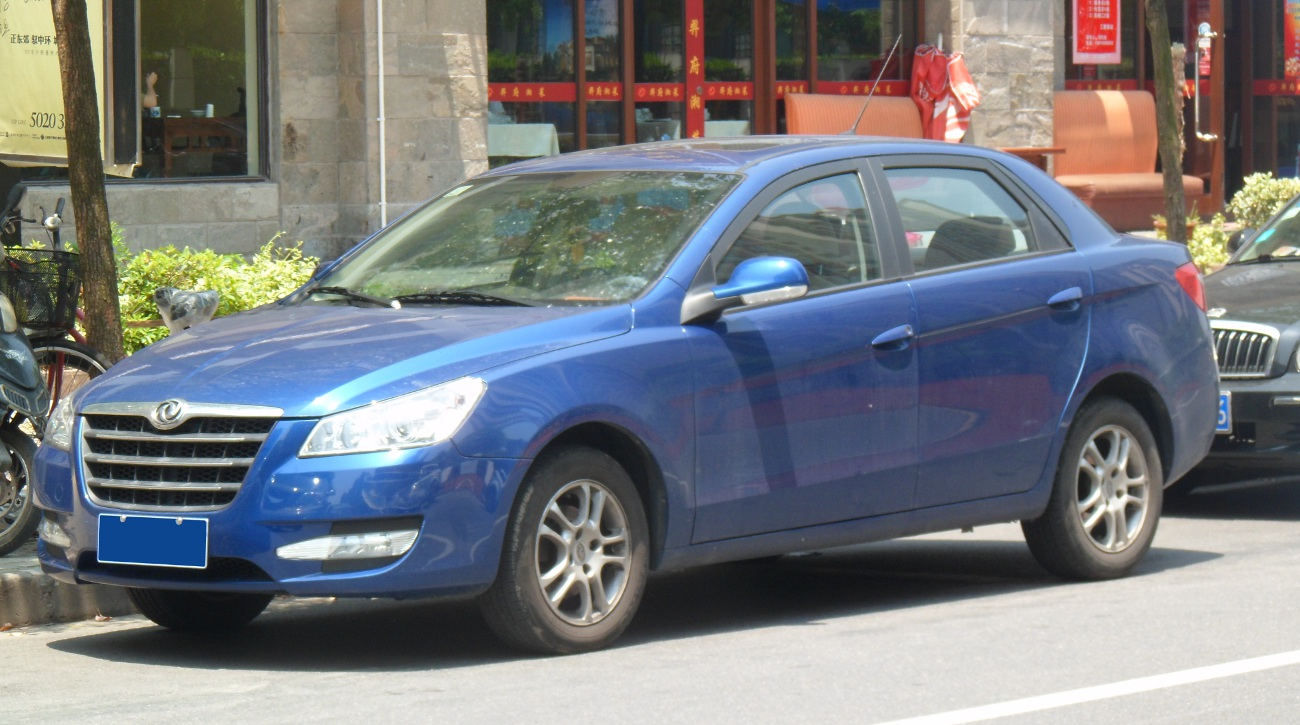
Dongfeng Fengshen S 30

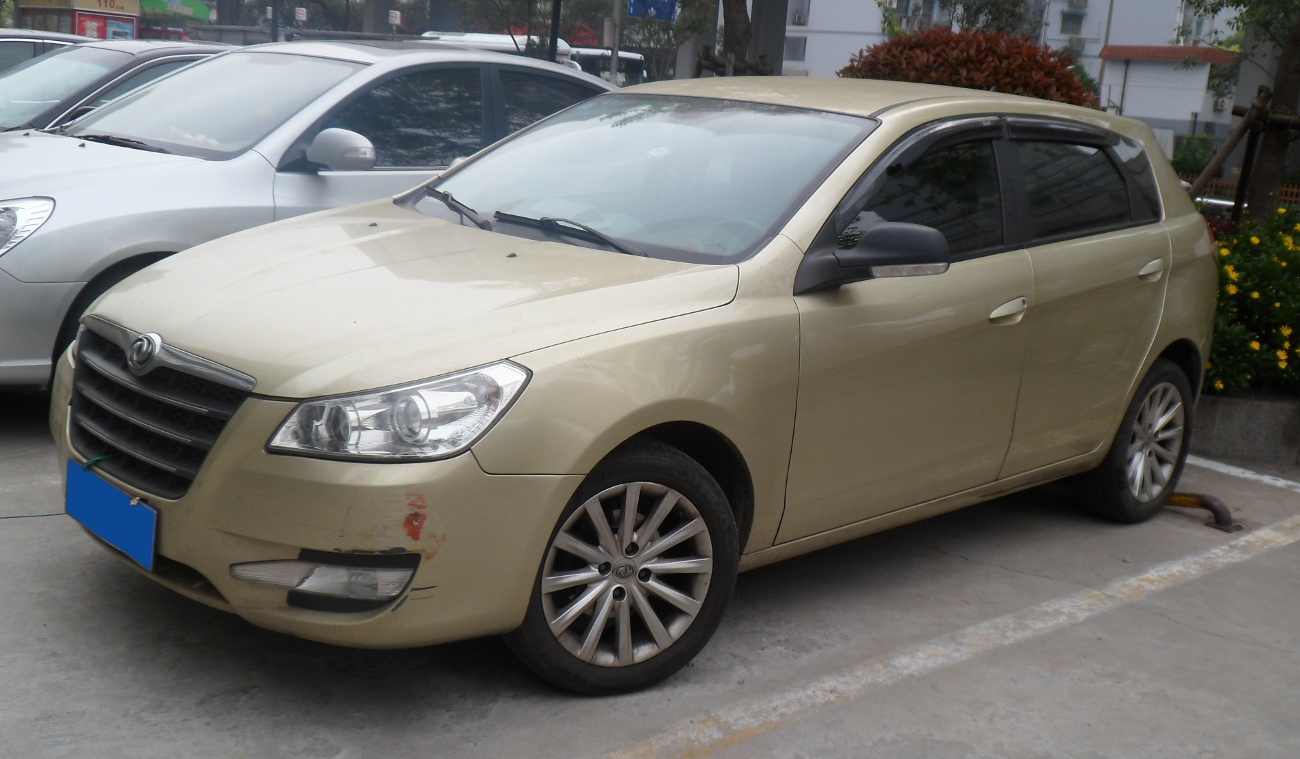
Dongfeng Fengshen H 30

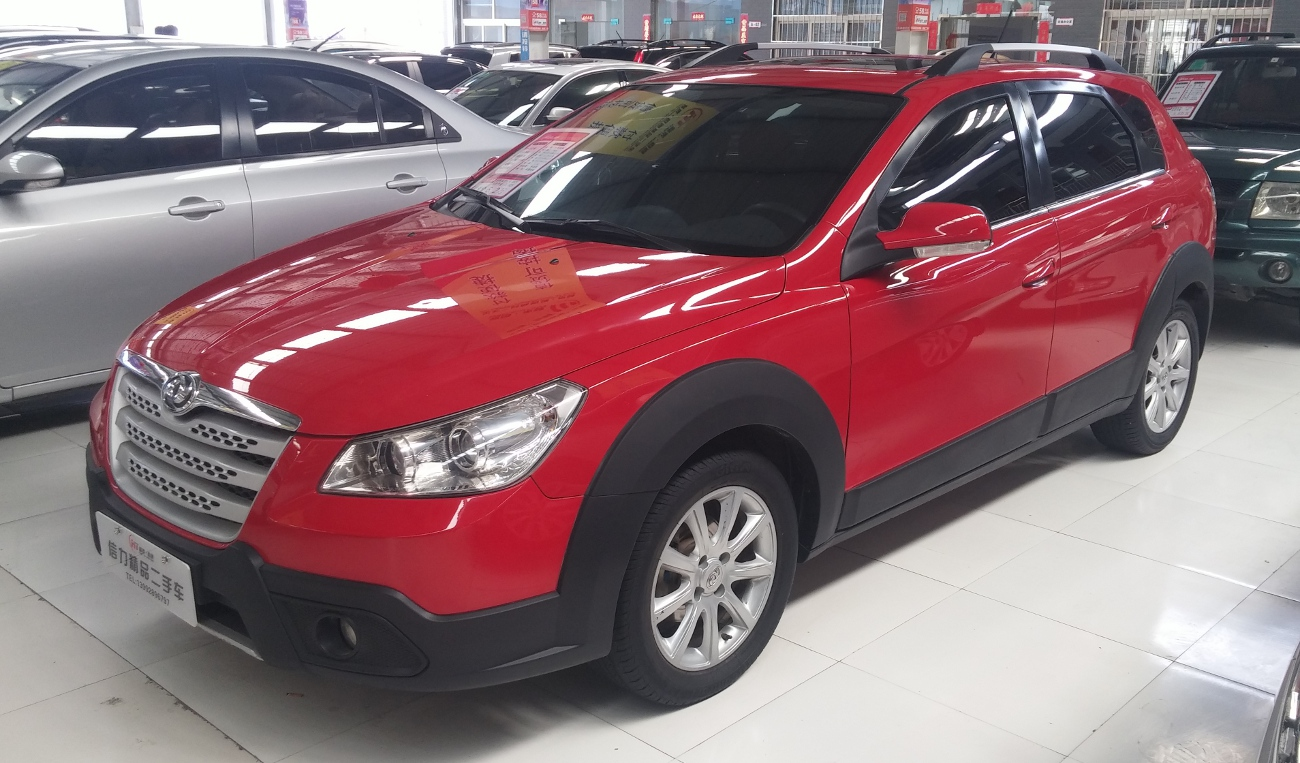
Dongfeng Fengshen H 30 Cross

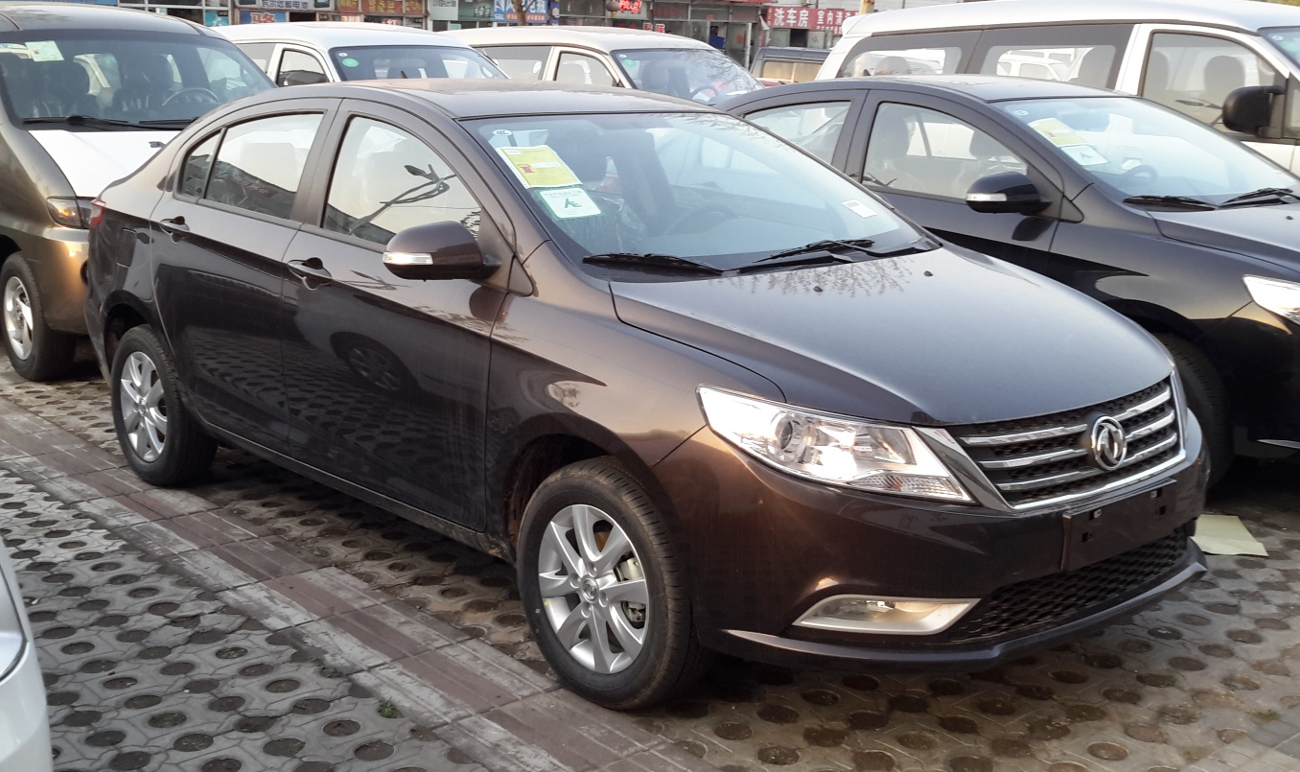
Dongfeng Fengshen A 30

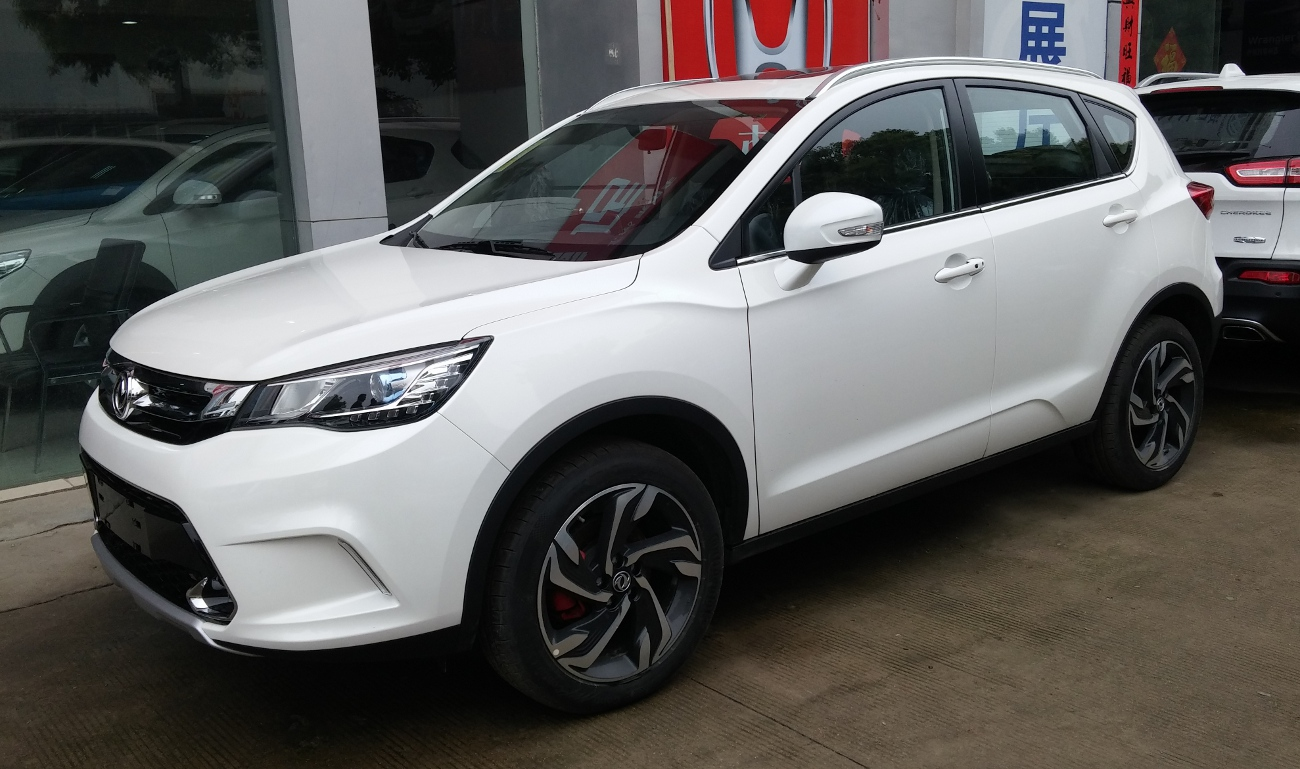
Dongfeng Fengshen AX 5

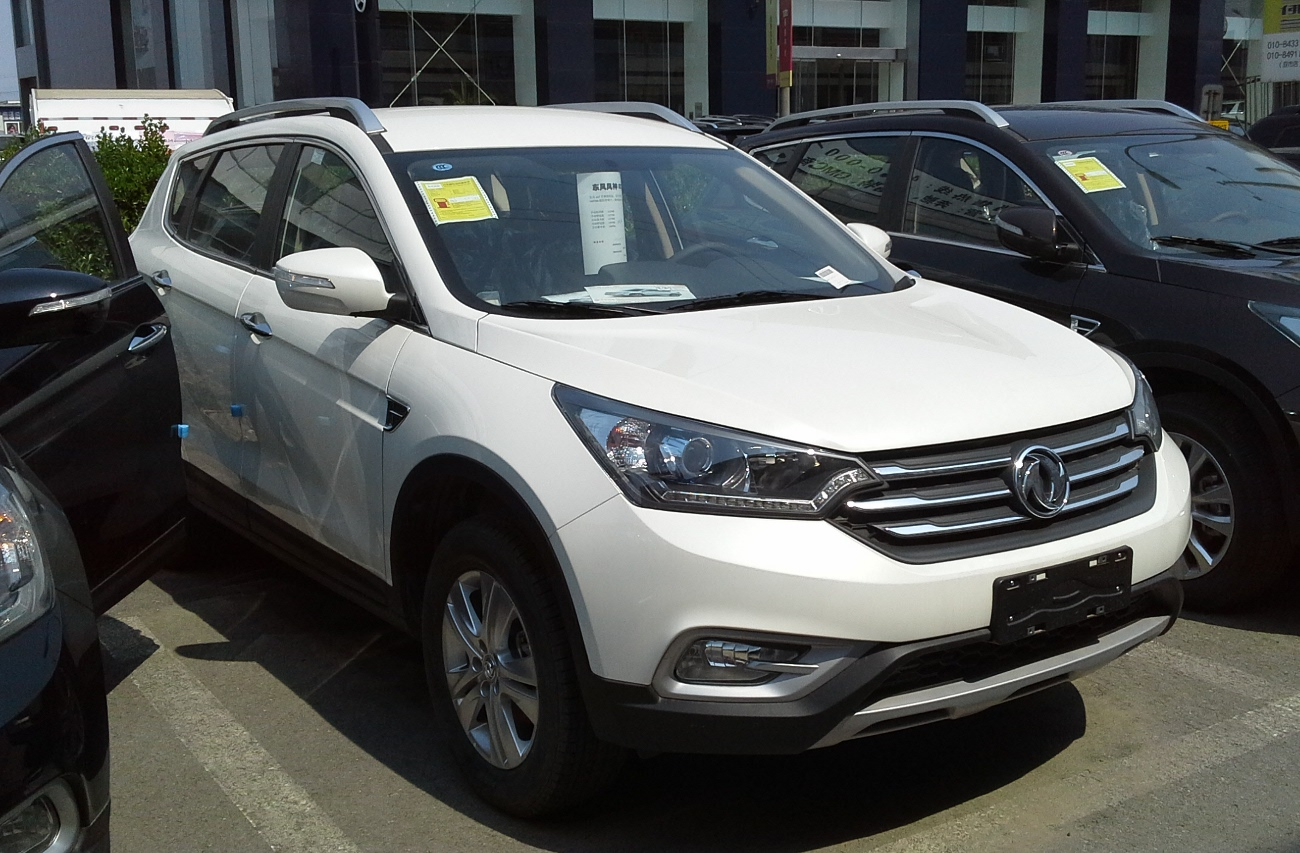
Dongfeng Fengshen AX 7

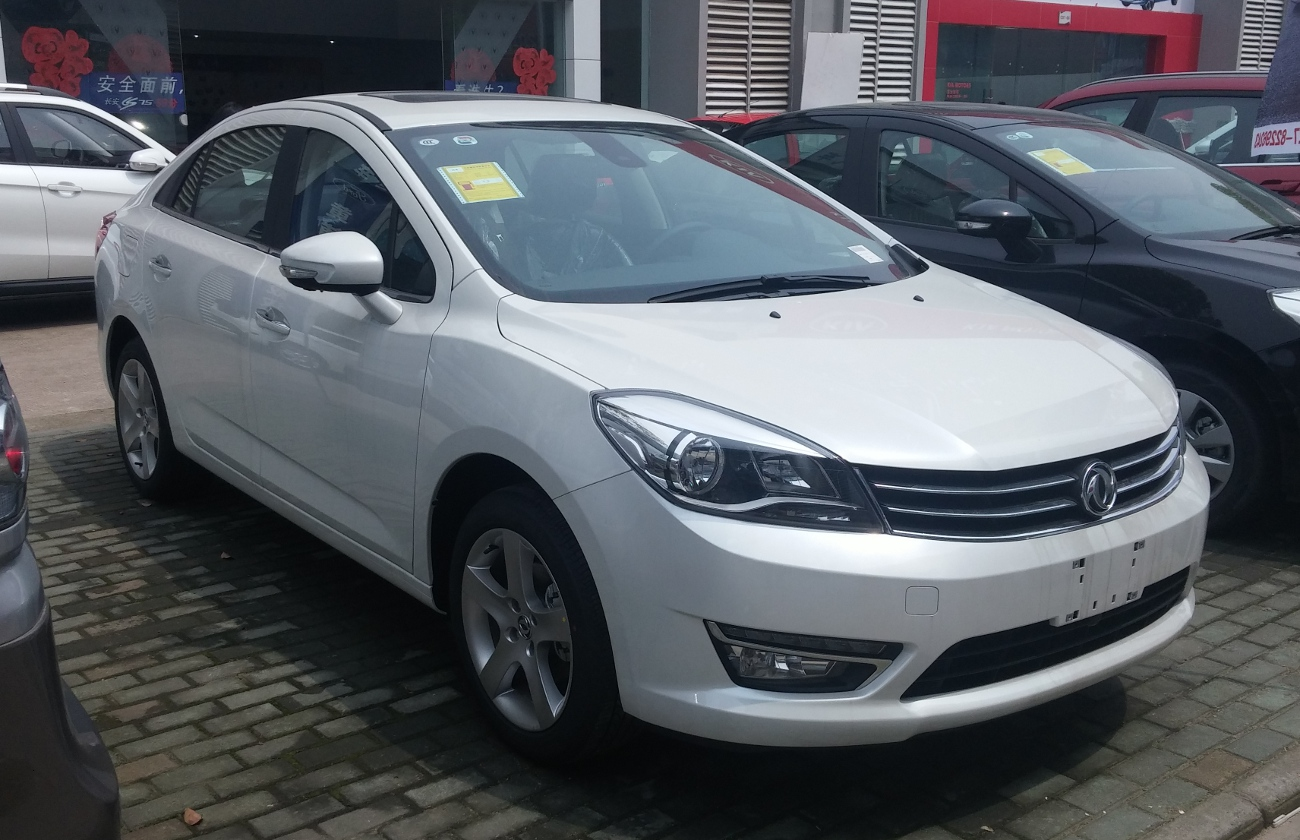
Dongfeng Fengshen L 60

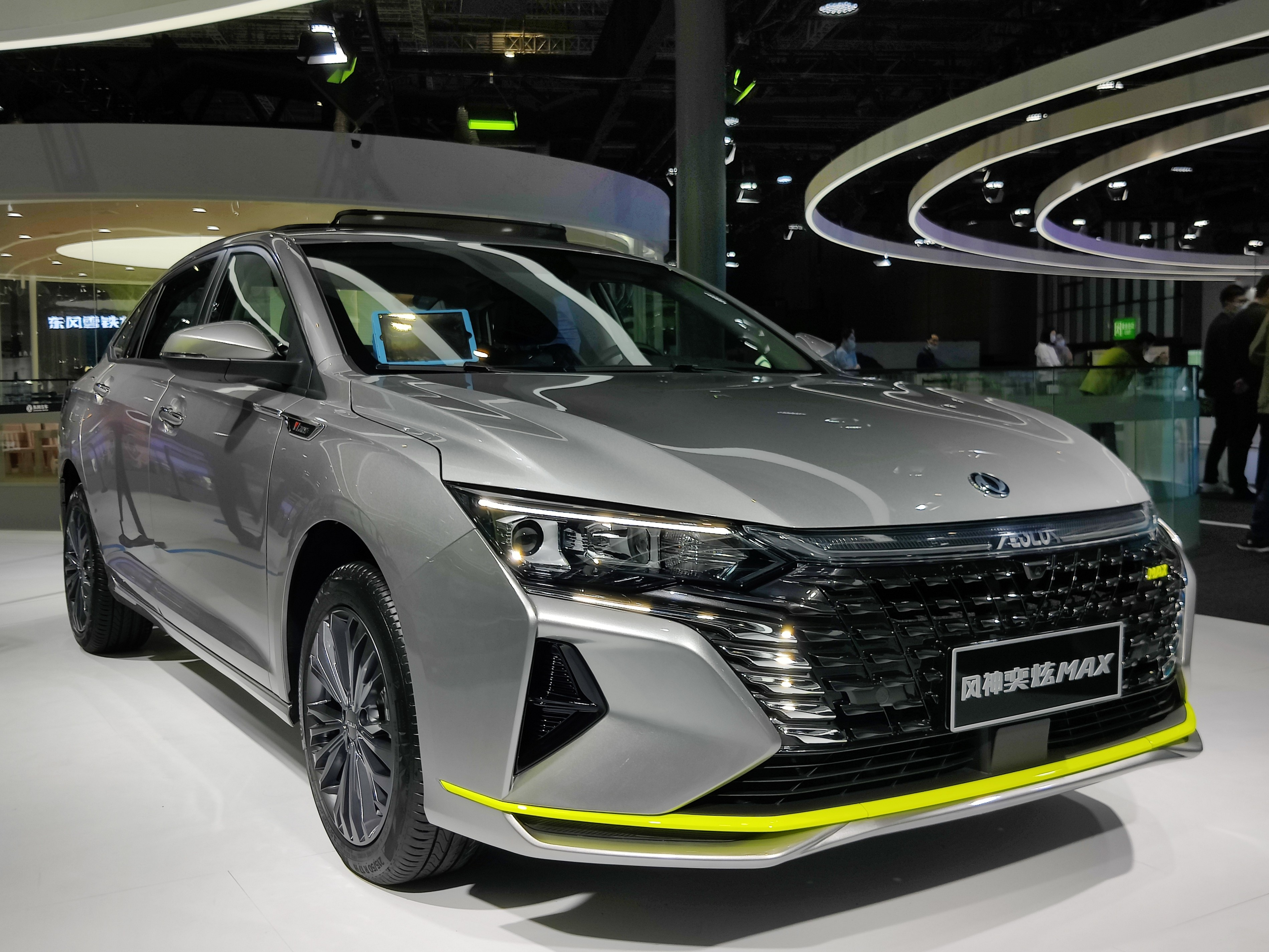
Dongfeng Fengshen Yixuan Max

Dongfeng Fengshen (chinesisch 東風風神 / 东风风神, Pinyin Dōngfēng Fēngshén – „Ostwind Windgott“) ist eine Submarke für Automobile der Marke Dongfeng aus der Volksrepublik China. Dass es keine eigenständige Automarke ist, lässt sich daran erkennen, dass an sämtlichen Fengshen-Automodellen das Dongfeng-Logo am Vorderwagen prangt. Meistens ist es in der Mitte oder am oberen Ende des Frontgrills angebracht, sofern ein Frontgrill vorhanden ist. Die englische Bezeichnung der Submarke ist Aeolus.

## Markengeschichte
Dongfeng Motor Corporation aus Wuhan und Yunbao Motor investierten 1999 gemeinsam in das Unternehmen Fengshen Automotive. 2000 kam noch Yulon Motor aus Taiwan als dritter Partner dazu. Dongfeng und Nissan beschlossen die Einführung eines Modells unter dem Namen Fengshen. Laut einer anderen Quelle wurde der Name bereits seit 1998 verwendet. 2003 gründeten Dongfeng und Nissan die Dongfeng Motor Company mit Sitz in Wuhan. Der Name Fengshen wurde dem Anschein nach ab 2003 nicht mehr verwendet. Eine weitere Quelle gibt an, dass der Name von 2000 bis 2002 verwendet wurde.
Dongfeng Motor führte den Namen erneut im April 2009 ein. Der Verkauf in China begann im Juli 2009.

## Fahrzeuge
Das Modell aus der Zeit ab etwa 1999 war der Fengshen EQ 7200. Er basierte auf dem Nissan Bluebird. Eine andere Quelle gibt an, dass der Fengshen EQ 7200 die Lizenzausgabe des Nissan Bluebird der Bauzeit 1991–1996 war und von März 2000 bis 2001 produziert wurde. Darauf folgte im Mai 2001 der Fengshen EQ 7200-II. Erst dessen Nachfolger EQ 7200-III ab 2003 wurde als Nissan vermarktet.
Als erstes Modell der neueren Zeit erschien 2009 der S30. Diese viertürige Limousine basiert auf dem Peugeot 307.
Im Januar 2011 folgte der H30. Dieser Viertürer hat eine große Heckklappe.
Das SUV H30 Cross wurde im April 2011 auf der Shanghai Motor Show präsentiert.
Der A60 wurde im November 2011 vorgestellt und wird seit März 2012 verkauft.
Darüber hinaus gibt es noch das SUV AX7 und den L60, der auf dem Peugeot 408 basiert.
Im September 2014 kam der A30 auf den Markt.
Der Verkauf des SUV AX3 startete Ende 2015. Vorgestellt wurde das Fahrzeug auf der Shanghai Motor Show 2015.
Am 10. April 2016 kam die Oberklasse-Limousine A9 in China auf den Markt. Das Fahrzeug steht auf der EMP2-Plattform von PSA.
Das SUV AX5 wurde im April 2016 auf der Beijing Auto Show präsentiert. Ab Dezember 2016 wurde das Fahrzeug in China angeboten.
Auf der Shanghai Motor Show 2017 wurde das Kompakt-SUV AX4 präsentiert. Ab Juni 2017 wurde das Fahrzeug in China verkauft.
Auf Basis des A60 wird seit Oktober 2017 die Elektroversion E70 angeboten.
Auf der Shanghai Motor Show 2019 wurde der Yixuan vorgestellt. Die 4,66 mm lange Limousine nutzt die Common Modular Platform (CMP) des PSA-Konzerns.
Das SUV Yixuan GS wurde im März 2020 vorgestellt.
Der 2020 eingeführte EX1 ist ein Elektroauto auf Renault-Basis.
Auf Basis einer neuen Plattform wurde im April 2021 der Yixuan Max vorgestellt.
Im April 2022 debütierte das Hybrid-SUV Haoji.
Der Haohan ist ebenfalls ein Hybrid-SUV, jedoch etwas kürzer. Er debütierte im März 2023.
Ein Elektro-SUV ist der Sky EV01, der im Oktober 2023 vorgestellt wurde.
Ein SUV mit Plug-in-Hybrid-Antrieb ist der L7, der im April 2024 auf der Beijing Auto Show präsentiert wurde.
Auch ein Plug-in-Hybrid ist der L8, der im Mai 2025 vorgestellt wurde.

## Modellübersicht
| Modell    | Radstand (mm) | Länge (mm) | Breite (mm) | Höhe (mm) | Quelle |
| --------- | ------------- | ---------- | ----------- | --------- | ------ |
| S30       | 2610          | 4526       | 1740        | 1465      | [ 31 ] |
| H30       | 2610          | 4268       | 1740        | 1482      | [ 32 ] |
| H30 Cross | 2610          | 4351       | 1760        | 1528      | [ 31 ] |
| A60       | 2700          | 4680       | 1720        | 1515      | [ 31 ] |
| AX7       | 2712          | 4690       | 1850        | 1727      | [ 31 ] |
| L60       | 2710          | 4712       | 1820        | 1540      | [ 31 ] |
| A30       | 2620          | 4530       | 1730        | 1490      | [ 33 ] |
| AX3       | 2620          | 4518       | 1740        | 1562      | [ 34 ] |
| A9        | 2900          | 5066       | 1858        | 1470      | [ 35 ] |
| AX5       | 2580          | 4501       | 1806        | 1650      | [ 36 ] |
| AX4       | 2580          | 4195       | 1780        | 1622      | [ 37 ] |
| E70       | 2700          | 4680       | 1720        | 1530      | [ 38 ] |
| Yixuan    | 2680          | 4660       | 1812        | 1490      | [ 39 ] |
| Yixuan GS | 2680          | 4610       | 1830        | 1600      | [ 40 ] |
| EX1       | 2423          | 3732       | 1579        | 1515      | [ 41 ] |